# Флаг Ланского
Флаг внутригородского муниципального образования Ланское (ранее — Чёрная речка) в Приморском районе города Санкт-Петербурга Российской Федерации — опознавательно-правовой знак, служащий официальным символом муниципального образования и знаком единства его населения.
Флаг утверждён 16 апреля 2008 года и внесён в Государственный геральдический регистр Российской Федерации с присвоением регистрационного номера 4027.

## Описание
«Флаг муниципального образования муниципальный округ Чёрная речка представляет собой прямоугольное полотнище с отношением ширины флага к длине — 2:3, воспроизводящее композицию герба муниципального образования муниципальный округ Чёрная речка в белом, жёлтом и чёрном цветах».
Геральдическое описание герба гласит: «В разделённом косошахматно серебряном и золотом поле чёрный чешуйчатый столб, обременённый золотой идущей музой Эвтерпой в длинном древнегреческом одеянии, украшенном чернью, с венком из цветов на голове, играющая на золотой двойной флейте».

## Символика
Флаг составлен на основании герба муниципального образования муниципальный округ Чёрная речка (ныне — Ланское), в соответствии с традициями и правилами вексиллологии и отражает исторические, культурные, социально-экономические, национальные и иные местные традиции.
Современная территория муниципального образования муниципальный округ Ланское состоит из трёх, некогда располагавшихся здесь, населённых пунктов — Старая Деревня, Новая Деревня и Ланская. Собственно Чёрной речкой местность стала называться с XIX века, когда по берегам Невы стали возводиться загородные дома. В те времена это была зелёная территория, ограниченная с юга — Большой Невкой, на западе — Новой Деревней, с севера — Языковым переулком, Сердобольской улицей и Ланским шоссе, а с востока — Флюговым переулком. Тогда Чёрная речка была одной из ближайших к столице популярных дачных местностей. Во второй половине XIX века — деревня Новая — центр Стародеревенской волости Санкт-Петербургского уезда Санкт-Петербургской губернии. Решением Президиума Петрогубисполкома от 31 мая 1919 года из Стародеревенской волости в Петроградский район города Петрограда переданы деревни бывшей Стародеревенской волости — деревня Новая, Старая, Коломяги, Мартынова, Алексеевское.
Имя дворянского рода Ланских носит округ, местность, улица и расположенная здесь железнодорожная станция. Роду Ланских с конца XVIII века принадлежал обширный участок между Чёрной речкой и Выборгской дорогой (шоссе). Напоминанием об этом на флаге служит «серебряно-золотая шахматная доска» с герба Ланских.
Русский поэт А. С. Пушкин во время работы над историей восстания Пугачёва, с семьёй снимал здесь дачу Миллера, которая находилась на месте современного дома № 57 по Белоостровской улице. Отсюда он каждый день ходил в столичные архивы. Здесь же родился и сын А. С. Пушкина — Александр. Местность связана с именами деятелей отечественной культуры — А. И. Тургенева, Ф. П. Толстого, М. И. Глинки. На даче Афанасия Фёдоровича Шишмарёва работали художники О. А. Кипренский и К. П. Брюллов. Ныне бывшая Дача Шишмарёва с садом (1824—1825 годы, Приморский проспект, 87) охраняемый государством исторический памятник.
По территории муниципального образования муниципальный округ Чёрная речка протекает правый приток Большой Невки — Чёрная речка, берущая своё начало из озера Долгое, её устье — в районе Выборгской набережной. Поблизости от современной территории муниципального образования муниципальный округ Чёрная речка 27 января (8 февраля) 1837 года произошла дуэль А. С. Пушкина с Ж. Дантесом. В 1937 году на этом месте был установлен обелиск с бронзовым барельефом поэта (скульптор — М. Г. Манизер). Напоминание о событиях тех лет — оформлении станции метро «Чёрная речка», открытой 6 ноября 1982 года. У торцовой стены перронного зала — бронзовая скульптура А. С. Пушкина (скульптор М. К. Аникушин).
В окрестностях Чёрной речки 22 ноября 1909 года произошла так называемая «литературная дуэль» между известными поэтами серебряного века — Н. С. Гумилёвым и М. А. Волошиным. За несколько дней до этого, в мастерской художника А. Я. Головина в Мариинском театре, произошел следующий инцидент. Волошин, вступившись за честь молодой дворянки Елизаветы Дмитриевой, писавшей вместе с ним под придуманным поэтом псевдонимом Черубина де Габриак, дал пощечину оскорбившему её (по мнению Волошина) Гумилёву. Первым стрелял Волошин. Пистолет дал две осечки. Гумилёв будто бы промахнулся, а второй раз отказался стрелять в беззащитного противника. Дуэль закончилась ничем, к счастью никто не пострадал.
В новодеревенских ресторанах бывали писатели И. А. Бунин, А. И. Куприн, Л. Н. Андреев, выступал Л. В. Собинов. В «Аркадии» делал первые артистические шаги в Петербурге Ф. И. Шаляпин, о чём он вспоминал потом в книге «Страницы из моей жизни».
Символ историко-культурного и литературного наследия территории муниципального образования муниципальный округ Чёрная речка — золотое изображение музы Эвтерпы — покровительницы лирической поэзии. Традиционно она изображалась с двойной флейтой.
Жёлтый цвет (золото) — верховенство, величие, слава, интеллект, постоянство, справедливость, добродетель, верность, уважение, великолепие.
Белый цвет (серебро) — чистота помыслов, правдивость, невинность, благородство, откровенность, непорочность, надежда.
Чёрный цвет — символ благоразумия, мудрости, скромности, честности, древности и вечности бытия. Олицетворение названия исторической территории города — Чёрная речка. Память о произошедшей здесь в 1837 году трагической дуэли А. С. Пушкина с Ж. Дантесом.